# Donald Glover
Donald McKinley Glover Jr., noto anche con lo pseudonimo di Childish Gambino (Edwards Air Force Base, 25 settembre 1983), è un attore, cantante, rapper, comico, sceneggiatore, produttore discografico, regista e disc jockey statunitense.
Artista poliedrico, Glover è noto principalmente per le sue apparizioni in serie televisive quali Community, in cui interpreta lo stravagante Troy Barnes, e Atlanta, nella quale impersona lo sconclusionato Earnest Marks, nonché per il suo impegno nell'ambito musicale, dove è conosciuto con il nome d'arte di Childish Gambino, sotto il quale pseudonimo ha pubblicato sei album in studio: Camp (2011), Because the Internet (2013), "Awaken, My Love!" (2016), 3.15.20 (2020), Atavista (2024) e Bando Stone and The New World (2024).
Ha raggiunto la consacrazione artistica come attore grazie alla serie Atlanta, da lui stesso creata, la quale gli ha fruttato, tra i vari premi, la vittoria di due Golden Globe, rispettivamente alla migliore serie commedia ed al miglior attore in una serie commedia, nonché di due Emmy Award, l'uno al miglior attore in una serie commedia, l'altro alla miglior regia in una serie commedia. A livello musicale, ha raggiunto l'apice della notorietà attraverso il brano This Is America, che, tra i quattro Grammy Award conquistati, è divenuta la prima canzone rap nella storia di tale premio ad ottenere la vittoria nelle categorie canzone dell'anno e registrazione dell'anno.

## Biografia
Nato nella base militare aerea Edwards in California, all'età di quattro anni Glover si trasferisce con la propria famiglia nella città di Stone Mountain, Georgia. Assieme ai fratelli Stephen, con cui poi collaborerà da adulto ai propri progetti artistici, e Brianne, viene cresciuto come testimone di Geova, ricevendo un'educazione particolarmente ligia.
Dopo aver frequentato la DeKalb School of the Arts, Glover si trasferisce all'università di New York, dove si laurea nel 2006 come drammaturgo. Negli anni del college, l'attore fonda il collettivo comico Derrick Comedy, ed intraprende la carriera di disc jockey, facendosi conoscere come MC D. Opterà infine per lo pseudonimo Childish Gambino, suggeritogli da un generatore virtuale di nomi d'arte ispirati al Wu-Tang Clan.

## Carriera

### Dagli esordi aCommunityeCamp

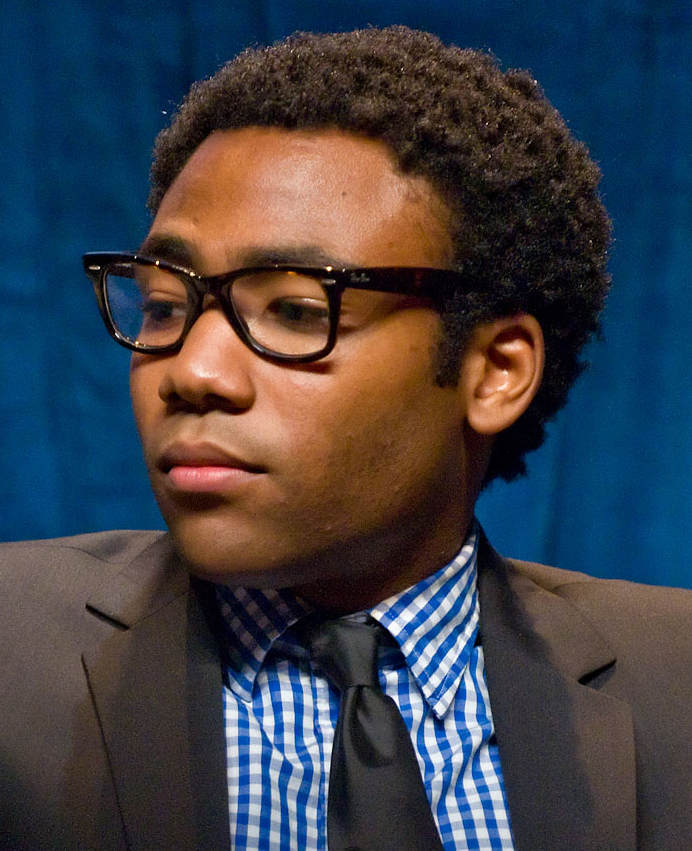
Donald Glover al PaleyFest durante una conferenza con il cast di Community, 2010

Da sempre affascinato dal mondo dello spettacolo, e con già parecchia esperienza amatoriale pregressa come attore comico, Glover attira a sé l'attenzione dei produttori David Miner e Tina Fey, all'epoca impegnati con il network NBC, nel 2006, durante il suo ultimo anno di college, attraverso uno spec script da lui realizzato sui Simpson: i due produttori decidono così di ingaggiarlo come sceneggiatore per la serie televisiva 30 Rock. Tra il 2007 ed il 2010, tale incarico frutterà a Glover ben cinque candidature agli Writers Guild Award, con tre vittorie complessive. Parallelamente, Gambino esordisce nel panorama musicale con il mixtape Sick Boi, pubblicato nel 2008 dopo diversi progetti scartati, ed in quello cinematografico, recitando nel film Mystery Team.
Dopo alcuni cameo televisivi, nel 2009 Glover ottiene la parte di Troy Barnes nella commedia televisiva Community, per la quale reciterà fino al 2013, optando poi per un abbandono legato ad una personale volontà di ricercare nuovi percorsi artistici. Sarà tuttavia proprio la sua presenza nella serie a fargli raggiungere una certa rilevanza nel mondo dello spettacolo: oltre ad un Comedy Award vinto nel 2012 per la sua interpretazione in Community, Glover finisce infatti al centro di una petizione online volta a dargli la possibilità di essere provinato per il ruolo dell'Uomo Ragno in vista delle audizioni per il cast di The Amazing Spider-Man, con il sostegno dello stesso Stan Lee. Proprio sul set di Community Glover fa la conoscenza del compositore Ludwig Göransson, con cui collabora per la realizzazione dell'extended play EP. Dopo essere entrato in Glassnote Records, Childish Gambino pubblica il suo primo album in studio, Camp, la cui uscita viene preceduta dai singoli Bonfire e Heartbeat: il disco esordisce all'undicesima posizione della Billboard 200, e viene accolto positivamente dalla critica.

### Because the Internet,il successo conAtlanta e "Awaken, My Love!"

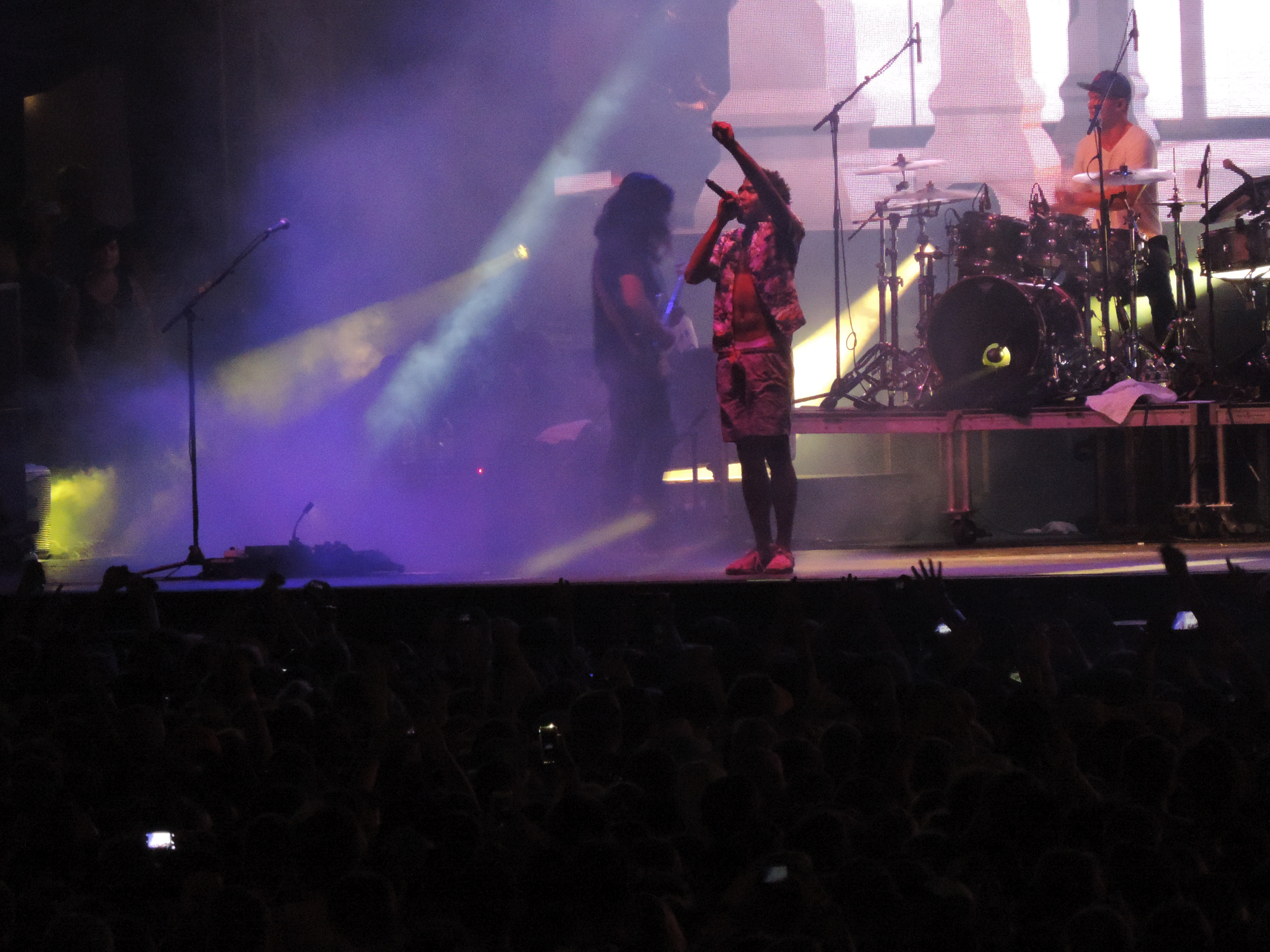
Childish Gambino in concerto nel 2014

Con l'abbandono a Community nel 2013, Glover si accorda con il network FX per la futura realizzazione di una serie televisiva a sfondo musicale, intitolata Atlanta, nella quale lo stesso Glover sarà sceneggiatore, produttore e personaggio comprimario. Nello stesso periodo, Childish Gambino collabora con diversi artisti, tra tutti il regista Hiro Murai e il cantante Chance the Rapper, per la promozione del suo secondo album in studio, Because the Internet, anticipato infatti da un cortometraggio (Clapping for the Wrong Reasons) nonché dal singolo 3005. L'album debutta alla settima posizione della Billboard 200. Nel 2014 Because the Internet diventa il primo album di Childish Gambino insignito del disco d'oro RIAA, sebbene la sua prima certificazione ufficiale, ottenuta in quello stesso anno, sia il disco d'oro per Heartbeat. Il nuovo progetto di Glover viene ancora una volta ben recepito dalla critica musicale, al punto che lo stesso disco ottiene una candidatura come miglior album rap ai Grammy Awards 2015; in aggiunta, 3005 viene candidato nella categoria delle migliori performance rap. Nel 2014, quindi, Glover pubblica il suo secondo EP, Kauai, con l'intento di devolvere il ricavato alla tutela dell'isola di Kauai.
Dopo alcuni coinvolgimenti nel mondo del cinema, tra cui un ruolo secondario in Sopravvissuto - The Martian e la realizzazione della colonna sonora di Creed - Nato per combattere, nel settembre 2016 viene finalmente messa in onda la prima stagione di Atlanta, comprensiva di dieci episodi incentrati sul racconto della criminalità e del fermento musicale della città di Atlanta: la serie viene elogiata sia dagli spettatori sia dalla critica professionale, al punto da ricevere numerosi, prestigiosi premi, tra cui due Golden Globe, due Emmy Award, un Critics' Choice Award e due Writers Guild Award. Nello stesso periodo, Glover comincia a collaborare alla realizzazione di una serie animata su Deadpool, poi abbandonata ed infine cancellata. Nell'autunno 2016 Childish Gambino pubblica quindi i singoli Me and Your Mama e Redbone, caratterizzati da sonorità soul e psichedeliche, in contrasto con i precedenti lavori, orientati maggiormente sull'hip hop: nel dicembre 2016 è la volta dell'album "Awaken, My Love!", ben presto insignito del disco di platino dalla RIAA, come anche accade a Redbone. Il successo commerciale del terzo album di Childish Gambino vale nuovamente diverse candidature ai Grammy Awards (tra cui quella ad album dell'anno), con la vittoria nella categoria miglior interpretazione R&B per Redbone. Nel 2017, al termine di un concerto, Glover annuncia tuttavia di volersi ritirare dalla scena musicale con la pubblicazione del suo quarto album in studio.
Nel 2017, Glover ritorna sul grande schermo interpretando il ruolo di Aaron Davis in Spider-Man: Homecoming. Di rilievo è, inoltre, l'inserimento di Glover nell'annuale Time 100.

### This Is Americae3.15.20
Il 5 maggio 2018, dopo essere entrato nell'etichetta RCA Records, Childish Gambino pubblica il singolo This Is America, presentato in anteprima al Saturday Night Live. Per la prima volta nella carriera di Glover, la canzone esordisce al primo posto nella Billboard Hot 100. Pur con delle sonorità evidentemente trap, il brano fa scalpore soprattutto a causa del video ufficiale, girato nuovamente da Murai, in cui vengono inscenati omicidi, stragi ed atti di violenza: il pubblico non tarda ad accorgersi dei numerosi riferimenti culturali e politici, a sfondo polemico, di Gambino, che porta in causa il razzismo verso gli afroamericani, l'uso/abuso delle armi da fuoco, nonché l'assuefazione dei civili dai mass media. Ciononostante, l'efferatezza del video gioca in positivo per l'artista, che ai Grammy Awards del 2019 conquista quattro vittorie su cinque candidature, tra cui quella al miglior videoclip e alla canzone dell'anno, divenendo peraltro il primo artista rap a trionfare in quest'ultima categoria.
Sempre nel corso del 2018, Glover ritorna sugli schermi televisivi per la seconda stagione di Atlanta, nella quale tuttavia non recita con costanza a causa del suo coinvolgimento nelle riprese di Solo: A Star Wars Story, in cui Glover recita nei panni di Lando Calrissian: nonostante lo scarso successo al botteghino della pellicola, l'interpretazione di Glover viene fortemente apprezzata dal pubblico. Contestualmente, Gambino pubblica l'EP Summer Pack, comprensivo di alcuni brani scartati dal suo nuovo progetto in studio. Nel 2019 Glover mantiene vivo il suo coinvolgimento nel mondo del cinema, a conferma della possibilità di un suo futuro ritiro: oltre alla partecipazione al film Guava Island di Murai, con un ruolo comprimario assieme a Rihanna, l'attore prende parte al doppiaggio de Il re leone, curando peraltro la realizzazione della colonna sonora dello stesso lungometraggio.
Il 22 marzo 2020 Childish Gambino pubblica il suo quarto album in studio, 3.15.20, dal carattere fortemente sperimentale. Nel novembre 2020, dopo un prolungato silenzio mediatico, Glover pubblica alcuni tweet, suggerendo di star lavorando sia ad un nuovo progetto musicale, verosimilmente il suo quinto album in studio, sia alle inedite terza e quarta stagione di Atlanta.
il 17 marzo 2023 esce la serie Sciame, di cui è creatore e produttore esecutivo.

### Atavista e Bando Stone and The New World
Dopo aver annunciato ad HuffPost di volersi ritirare dalla scena musicale con l'uscita del suo quarto album in studio, 3.15.20, in un'intervista di Laverne Cox su Live From E! del 2023, Glover annuncia il ritorno di Childish Gambino sulla scena musicale. Successivamente, durante un live streaming su Instagram di GILGA Radio, Gambino annuncia la pubblicazione di due nuovi progetti: Atavista, una riedizione del suo quarto album in studio 3.15.20, e Bando Stone and The New World, album in studio e colonna sonora del film omonimo, Bando Stone and The New World, nonché ultimo progetto musicale dell'alter ego di Glover, Childish Gambino.
Nel live streaming, inoltre, Glover spiega la decisione di pubblicare il suo quarto album in studio 3.15.20 non mixato e non masterizzato, dicendo di aver distribuito l'album in anticipo a causa della pandemia COVID-19.
Il 13 maggio 2024 Childish Gambino pubblica Atavista, dedicandogli anche un post su X, dove anticipa il periodo di uscita del nuovo progetto Bando Stone and The New World e il videoclip ufficiale del brano Little Foot Big Foot, realizzato in collaborazione col rapper statunitense Young Nudy. Lo stesso giorno, con un altro post su X, Childish Gambino annuncia anche il tour mondiale, che vede live in America, Europa, Australia e Nuova Zelanda.
Il 19 luglio 2024 viene pubblicato sulle piattaforme digitali l'ultimo album in studio di Childish Gambino, Bando Stone and The New World, preceduto dall'uscita dei singoli Lithonia e In the Night, realizzato in collaborazione con Jorja Smith e Amaarae, dall'uscita del videoclip di Lithonia e da un listening party, che ha avuto luogo a Little Island, New York.

## Vita privata
Glover ha sempre mantenuto un profilo basso per quanto riguarda la sua intimità e famiglia. Nel 2016 è diventato padre di Legend, mentre nel 2018 è stata la volta di Drake, avuto dalla compagna Michelle. Nel 2023, sposa la sua compagna Michelle White. In ambito sociopolitico, in vista delle elezioni presidenziali del 2020 il rapper ha fornito il suo aperto sostegno al candidato alle primarie democratiche Andrew Yang, del quale è diventato successivamente consulente creativo.

## Filmografia

### Attore

#### Cinema
- I Muppet, regia di James Bobin (2011)
- The To Do List - L'estate prima del college (The To Do List), regia di Maggie Carey (2013)
- Una fantastica e incredibile giornata da dimenticare (Alexander and the Terrible, Horrible, No Good, Very Bad Day), regia di Miguel Arteta (2014)
- The Lazarus Effect, regia di David Gelb (2015)
- Magic Mike XXL, regia di Gregory Jacobs (2015)
- Sopravvissuto - The Martian (The Martian), regia di Ridley Scott (2015)
- Spider-Man: Homecoming, regia di Jonathan Watts (2017)
- Solo: A Star Wars Story, regia di Ron Howard (2018)
- Guava Island, regia di Hiro Murai (2019)
- Men in Black: International, regia di Felix Gary Gray (2019)
- Spider-Man: Across the Spider-Verse, regia di Joaquim Dos Santos, Kemp Powers e Justin K. Thompson (2023)

#### Televisione
- Late Night with Conan O'Brien – sketch comedy, episodio 12x154 (2005)
- 30 Rock – serie TV, 4 episodi (2006-2012)
- Human Giant – sketch comedy, episodio 2x07 (2007)
- Community – serie TV, 89 episodi (2009-2014)
- Sesamo apriti (Sesame Street) – sketch comedy, episodio 43x17 (2013)
- Girls – serie TV, episodi 2x01-2x02 (2013)
- Atlanta – serie TV, 38 episodi (2016-2022)
- Mr. & Mrs. Smith - serie TV (2024)

### Sceneggiatore
- 30 Rock – serie TV, assistente sceneggiatore in 23 episodi (2008-2009)
- Clapping for the Wrong Reasons, regia di Hiro Murai – cortometraggio (2013)
- Chicken and Futility, regia di Donald Glover – cortometraggio (2014)
- Atlanta – serie TV, ideatore e sceneggiatore in 9 episodi (2016-2022)
- Guava Island, regia di Hiro Murai (2019)
- Sciame (Swarm) – serie TV, ideatore e sceneggiatore nell'episodio 1x01 (2023)

### Regista
- Chicken and Futility, regia di Donald Glover – cortometraggio (2014)
- Atlanta – serie TV, regia in 9 episodi (2016-2022)
- Sciame (Swarm) – serie TV, regia nell'episodio 1x01 (2023)

### Produttore
- Clapping for the Wrong Reasons, regia di Hiro Murai – cortometraggio (2013)
- Atlanta – serie TV (2016-2022)
- Guava Island, regia di Hiro Murai (2019)
- Sciame (Swarm) – serie TV (2023)

### Doppiatore
- Simba ne Il re leone, Mufasa - Il re leone
- Mace Windu in Robot Chicken
- Alpha Dog in Regular Show
- Marshall Lee in Adventure Time
- Miles Morales in Ultimate Spider-Man
- William in China, IL

## Discografia

### Album in studio
- 2011 – Camp
- 2013 – Because the Internet
- 2016 – "Awaken, My Love!"
- 2020 – 3.15.20
- 2024 – Bando Stone and The New World

### Riedizioni
- 2024 – Atavista

### EP
- 2011 – EP
- 2014 – Kauai
- 2018 – Summer Pack

### Mixtape
- 2005 – The Younger I Get
- 2005 – Illin-Noise: Sufjan Stevens Remix Album
- 2005 – Apple Sauce: Fiona Apple Remix Album
- 2006 – Utterances of the Heart
- 2006 – A Charlie Brown X-mas EP
- 2007 – Love Letter in an Unbreakable Bottle
- 2007 – New Year's Eve Extravaganza Mix
- 2008 – Sick Boi
- 2009 – Fuck Yaselves!
- 2009 – Poindexter
- 2010 – I Am Just a Rapper
- 2010 – I Am Just a Rapper 2
- 2010 – Culdesac
- 2012 – Royalty
- 2014 – STN MTN

### Singoli
- 2011 – Bonfire
- 2011 – Heartbeat
- 2013 – 3005
- 2014 – What Kind of Love
- 2016 – Me and Your Mama
- 2016 – Redbone
- 2018 – This Is America
- 2018 – Summertime Magic
- 2018 – Feels Like Summer

## Riconoscimenti
- Critics' Choice Television Awards[19]
  - 2016 – Candidatura per la miglior serie commedia per Atlanta
  - 2016 – Miglior attore in una serie commedia per Atlanta
  - 2019 – Candidatura per la miglior serie commedia per Atlanta
  - 2019 – Candidatura per il miglior attore in una serie commedia per Atlanta
- Golden Globe Awards[63]
  - 2017 – Miglior attore in una serie commedia o musicale per Atlanta
  - 2017 – Miglior serie commedia o musicale per Atlanta
  - 2019 – Candidatura per il miglior attore in una serie commedia o musicale per Atlanta
- Grammy Awards[64]
  - 2015 – Candidatura per il miglior album rap per Because the Internet
  - 2015 – Candidatura per la miglior interpretazione rap per 3005
  - 2018 – Candidatura per l'album dell'anno per "Awaken, My Love!"
  - 2018 – Candidatura per il miglior album di urban contemporaneo per "Awaken, My Love!"
  - 2018 – Candidatura per la registrazione dell'anno per Redbone
  - 2018 – Candidatura per la miglior canzone R&B per Redbone
  - 2018 – Miglior interpretazione R&B tradizionale per Redbone
  - 2019 – Registrazione dell'anno per This Is America
  - 2019 – Canzone dell'anno per This Is America
  - 2019 – Miglior interpretazione rap cantata per This Is America
  - 2019 – Candidatura per la miglior canzone R&B per Feels Like Summer
  - 2019 – Miglior videoclip per This Is America
- Primetime Emmy Awards[65]
  - 2017 – Miglior attore protagonista in una serie commedia per Atlanta
  - 2017 – Miglior regia per una serie commedia per Atlanta (episodio Il talk show)
  - 2017 – Candidatura per la migliore seria commedia per Atlanta
  - 2017 – Candidatura per la miglior sceneggiatura in una serie commedia per Atlanta
  - 2018 – Candidatura per la migliore seria commedia per Atlanta
  - 2018 – Candidatura per il miglior attore protagonista in una serie commedia per Atlanta
  - 2018 – Candidatura per la miglior regia per una serie commedia per Atlanta (episodio Teddy Perkins)
  - 2018 – Candidatura per la miglior sceneggiatura in una serie commedia per Atlanta
  - 2018 – Candidatura per il miglior attore ospite in una serie commedia per Saturday Night Live
  - 2022 – Candidatura per il miglior attore protagonista in una serie commedia per Atlanta
- Screen Actors Guild Award[19]
  - 2019 – Candidatura per il miglior cast in una serie commedia per Atlanta
- Writers Guild of America Award[19]
  - 2007 – Candidatura per la migliore serie televisiva in debutto per 30 Rocks
  - 2007 – Candidatura per la migliore serie commedia per 30 Rocks
  - 2008 – Migliore serie commedia per 30 Rocks
  - 2009 – Migliore serie commedia per 30 Rocks
  - 2010 – Migliore serie commedia per 30 Rocks
  - 2017 – Migliore serie televisiva in debutto per Atlanta
  - 2017 – Migliore serie commedia per Atlanta
  - 2019 – Candidatura per la migliore serie commedia per Atlanta
- Directors Guild of America Award[19]
  - 2017 – Candidatura per la migliore regia per una serie commedia per Atlanta (episodio B.A.N.)
  - 2019 – Candidatura per la migliore regia per una serie commedia per Atlanta (episodio FUBU)
- Producers Guild of America Awards[19]
  - 2017 – Migliore serie a episodi per Atlanta
  - 2019 – Candidatura per la migliore serie a episodi per Atlanta
- MTV Movie & TV Awards[66]
  - 2017 – Candidatura alla miglior performance in una serie per Atlanta

## Doppiatori italiani
Nelle versioni in italiano delle opere in cui ha recitato, Donald Glover è stato doppiato da:
- Simone Crisari in Girls, Atlanta (st. 1-3), Spider-Man: Homecoming, Mr. & Mrs. Smith
- Daniele Giuliani in Sopravvissuto - The Martian, Solo: A Star Wars Story
- Davide Albano in Community
- Fabrizio Manfredi ne I Muppet
- Francesco Pezzulli in The To Do List - L'estate prima del college
- Marco Giansante in Una fantastica e incredibile giornata da dimenticare
- Francesco Venditti in The Lazarus Effect
- David Chevalier in Magic Mike XXL
- Gianluca Cortesi in Atlanta (st. 4)
- Luca Pernisco in Spider-Man: Across the Spider-Verse

Da doppiatore è sostituito da:
- Marco Mengoni ne Il re leone, Mufasa - Il re leone